# Американска академия по педиатрия
Американската академия по педиатрия (на английски: American Academy of Pediatrics), съкратено ААП (AAP), е професионално сдружение на педиатри в САЩ със седалище в село Айтаска, окръг Дупейдж, щата Илинойс.
Организацията е учредена през 1930 г. Тя е най-голямото професионално сдружение на педиатри в света и най-големият в света издател на педиатрична литература за лекари и за непрофесионалисти.